# 领花
领花是佩戴在制服衣领上的一种装饰物，也可作为现代服饰上的装饰配件。军队和警察的领花可能有多种样式，代表不同的军种、警衔或军衔、警衔，五角星、橄榄、松树枝、步枪、徽章是常见的设计元素。用在军队、警察、海关等公共安全职业的领花一般是金属制品，多呈金色、银色，可以通过螺钉，磁扣固定在制服的特定位置。用在女客服，女销售员，空姐等服务业的领花是丝织品，与领结相似，可以系在脖子或夹在领口。

## 类型

### 便服装饰
领花作为现代服饰上的装饰配件时，女性的领花通常采用丰富多彩的设计，使用华丽的缎带或丝绸材质，并且常常以花朵、蝴蝶或其他装饰性图案为主题，以突出优雅和女性特有的风格。